# Naakte adderwortelroest
De naakte adderwortelroest (Puccinia bistortae)  is een heteroecische roest die behoort tot de familie Pucciniaceae. De schimmel is een biotrofe parasiet. De naakte adderwortelroest komt voor in Eurazië. In Nederland is de schimmel uiterst zeldzaam.
Op gewone engelwortel en Franse aardkastanje worden de spermogonia en aecia gevormd en op adderwortel en knolduizendknoop worden de uredinia en telia gevormd.
De honingkleurige spermogonia groeien aan beide zijden van de bladeren. De lichtgele tot oranje aecia groeien op de achterkant van de bladeren en op de bladstelen en zitten dicht bij elkaar. Ze hebben geen peridium. De aeciosporen komen vrij via een gaatje aan de bovenkant van het aecium. De geeloranje aeciosporen zijn 18-26 × 15-23 µm groot, bolvormig tot veelhoekig en hun wand is bezet met fijne wratten. De geelrode uredinia groeien ook aan de onderkant van het blad. Hun lichtgeelbruine urediniosporen zijn bolvormig tot ellipsvormig en 20-25 × 18-20 µm groot. De wand is bezet met stekels. Ze hebben vier kiemporen. De donkerbruine telia groeien ook aan de onderkant van de bladeren. Ze zijn poederachtig en vroeg onbedekt. De geelbruine teliosporen zijn tweecellig, meestal breed ellipsvormig en 24–42 × 16–25 µm groot. Hun steel is kleurloos en kort.

## Foto's

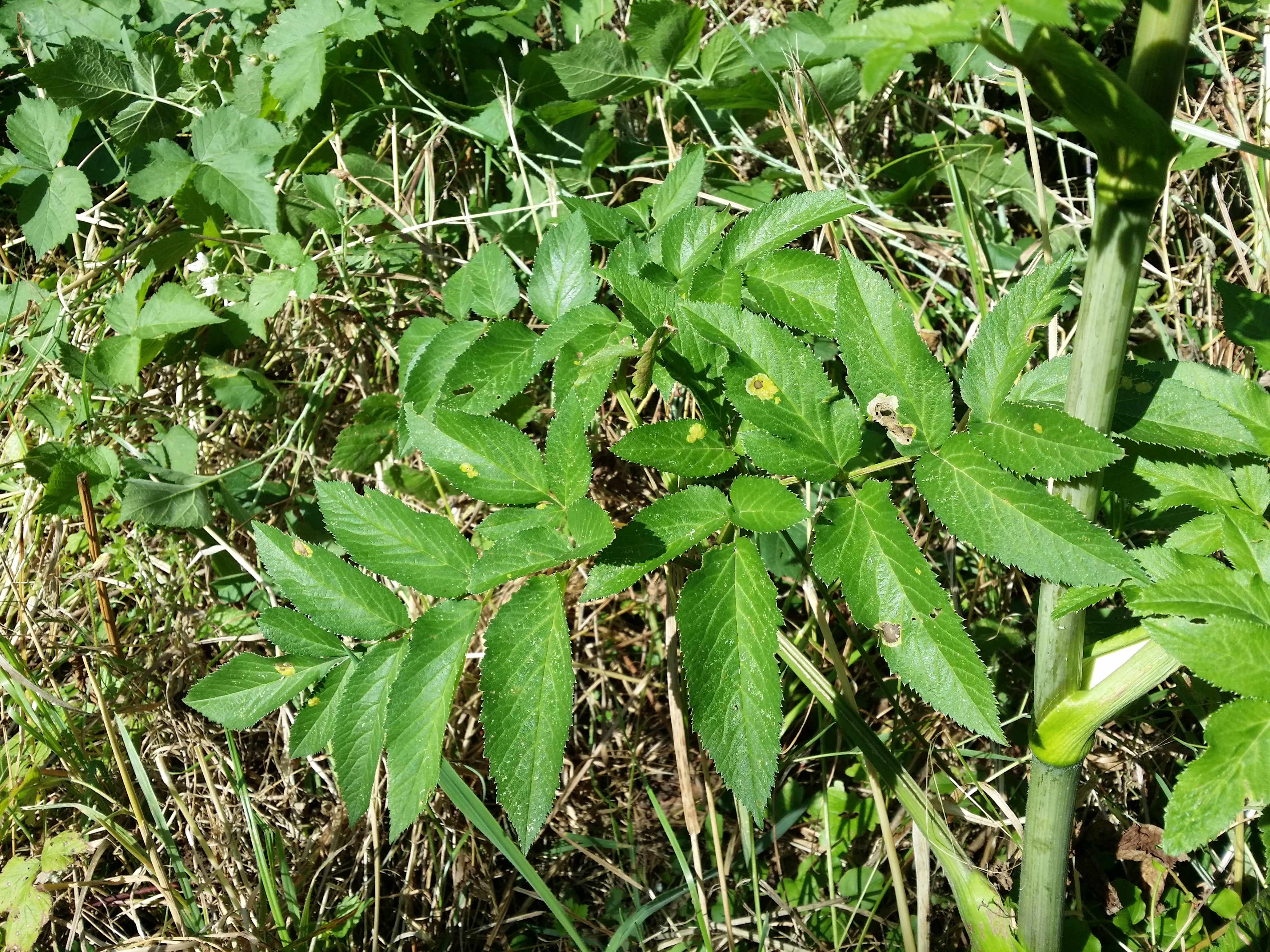
Spermogonia op gewone engelwortel
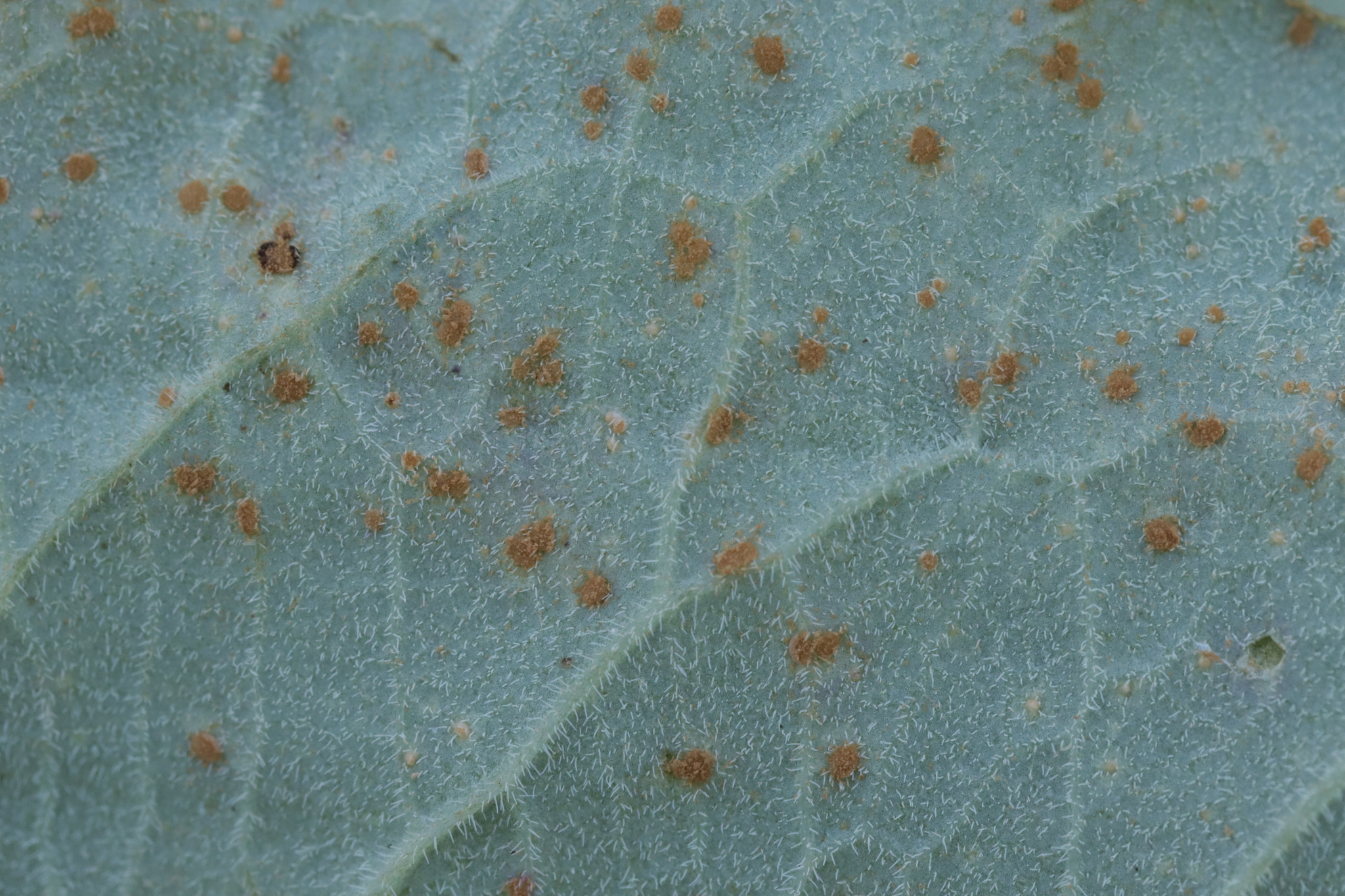
Uredinia
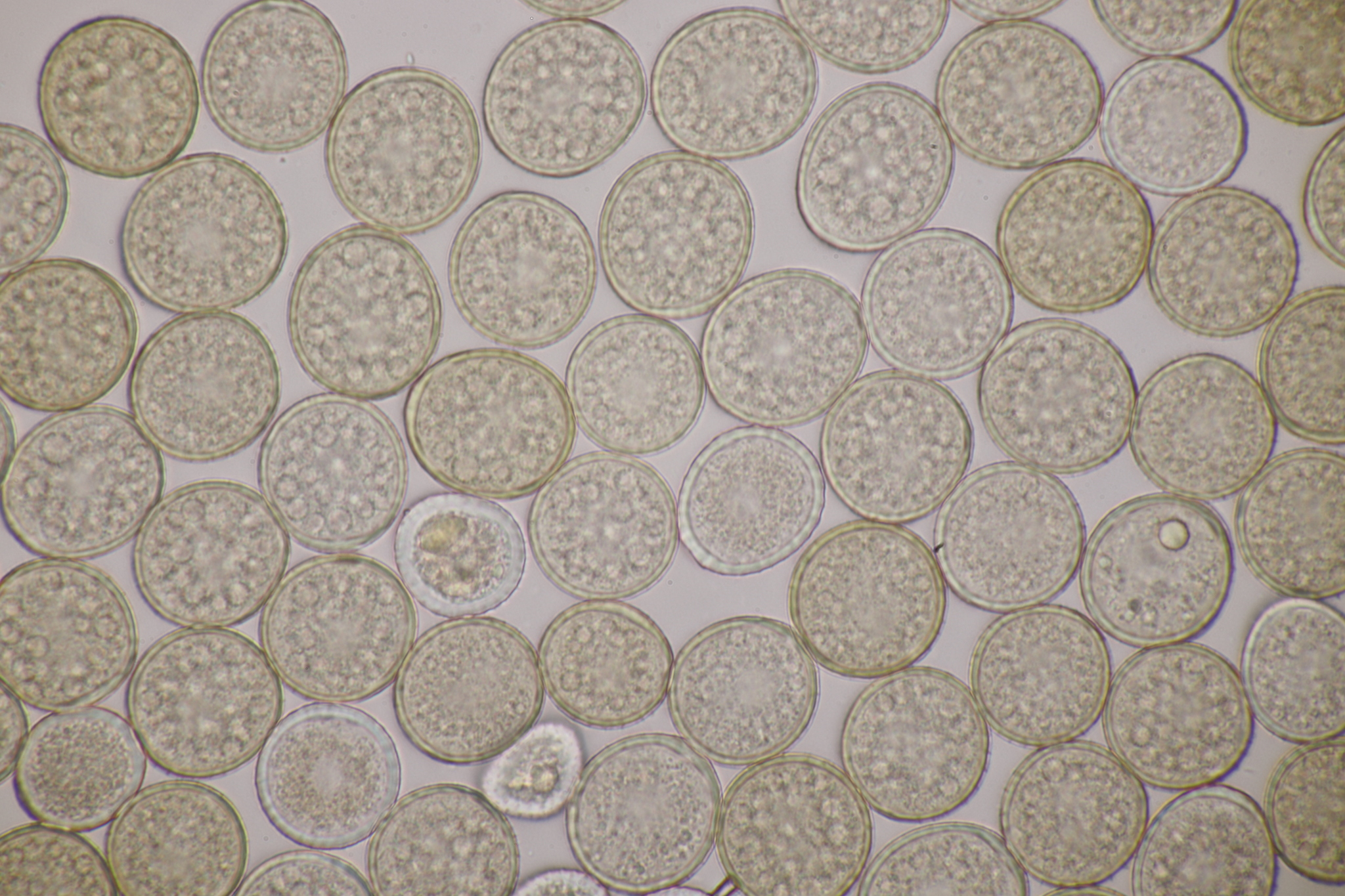
Urediniosporen
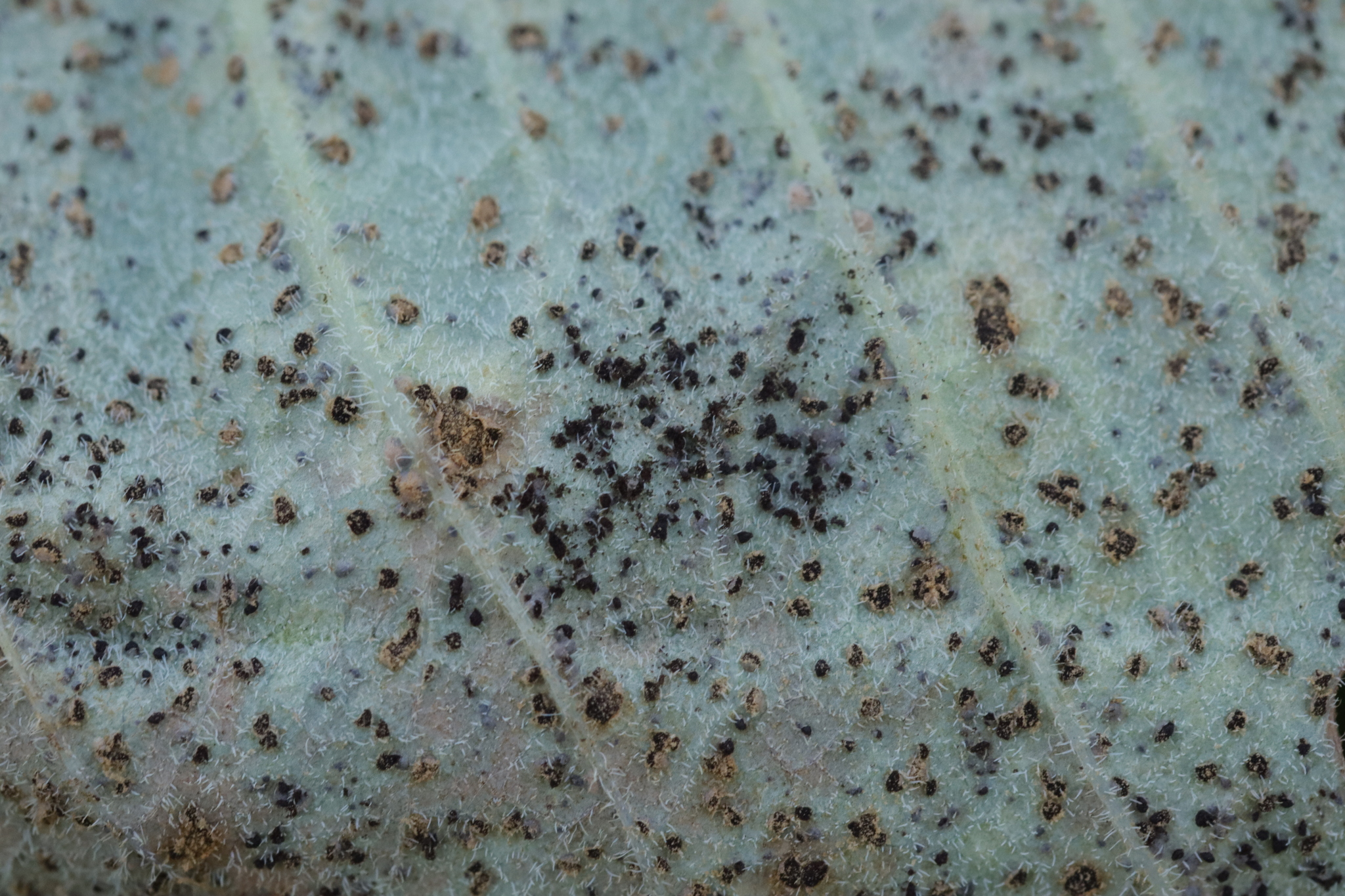
Telia
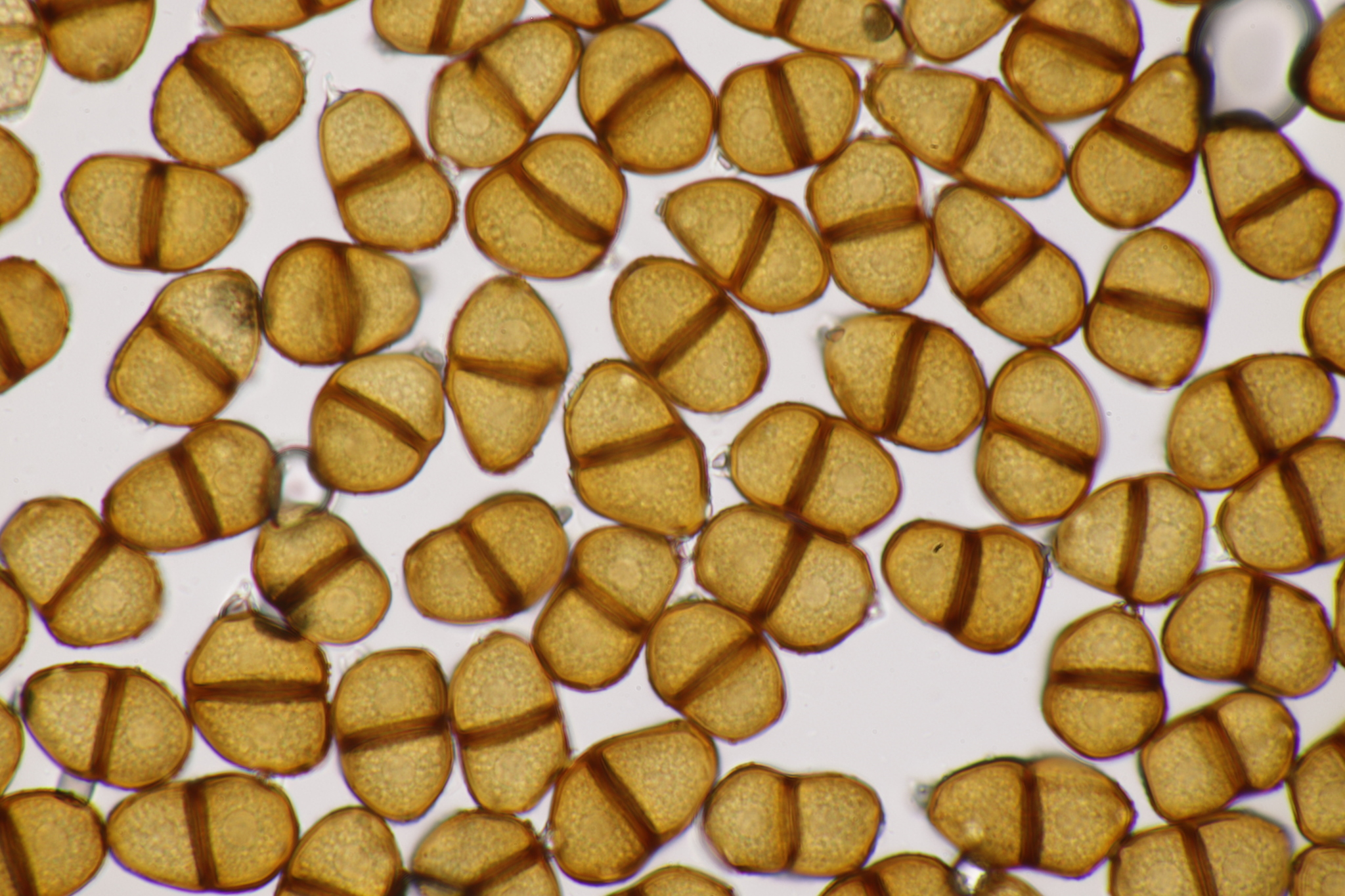
Teliosporen